# Outerspace (album)
Outerspace är en samlingsskiva släppt av hip-hop duon Outerspace under 2004. Den innehåller främst spår från gamla tolvor och EP:s. Även två nya spår, Divine Evil och 151 finns med.
I Sverige har den ofta felaktigt presenterats som en skiva av Jedi Mind Tricks då det på skivomslaget står Jedi Mind Tricks presents Outerspace, vilket också ofta misstas för skivans namn. Tillnamnet kommer dock av att det är en skiva som Jedi Mind Tricks promotar, bland andra exempel kan nämnas Doap Nixons Sour Diesel.

## Spår
1. "Delerium" - 2:57
2. "Conspiracy Theory" - 3:26
3. "Third Rock" - 4:09
4. "Fire in the Sky" - 3:05
5. "We Lyve" - 4:13
6. "Danger Zone" - 3:49
7. "Dysfunqtional" - 5:14
8. "Qrown Royal" - 2:57
9. "Front to Back" - 3:52
10. "Grand Groove 2" - 3:33
11. "151" - 3:12
12. "Divine Evil" feat Chief Kamachi - 3:51